# Liste der Abgeordneten zum Burgenländischen Landtag (XIV. Gesetzgebungsperiode)
Diese Liste der Abgeordneten zum Burgenländischen Landtag listet alle Mitglieder des Burgenländischen Landtags in der XIV. Gesetzgebungsperiode auf. Die Gesetzgebungsperiode wurde am 29. Oktober 1982 mit der Angelobung der Abgeordneten und der Wahl des Präsidiums eröffnet und endete nach 59 Sitzungen am 30. Oktober 1987 mit der Angelobung des Landtags der XV. Gesetzgebungsperiode. Nach der Landtagswahl am 3. Oktober 1982 entfielen 20 von 36 Mandaten auf die Sozialdemokratische Partei Österreichs (SPÖ) und 16 Mandate auf die Österreichische Volkspartei (ÖVP).
Dem Präsidium saß als 1. Landtagspräsident der SPÖ-Abgeordnete Matthias Pinter vor. Die Funktion des 2. Landtagspräsidenten hatte zunächst Günter Widder (ÖVP) inne, der am 11. Juni 1986 von Johann Halbritter (ÖVP) abgelöst wurde. 3. Landtagspräsident war Ferdinand Grandits (SPÖ). Die Funktion des Schriftführers übten Johann Sipötz (bis 19. November 1984) und Gerhard Jellasitz aus, Ordner waren Josef Tauber und Stefan Behm.
Noch in der 1. Landtagssitzung legten sieben Abgeordnete ihr Mandat nieder und wechselten in die Landesregierung. Sie wurden noch am selben Tag nachbesetzt. Des Weiteren kam es während der Gesetzgebungsperiode zu 9 zusätzlichen Wechseln unter den Landtagsabgeordneten. Somit gehörten 52 unterschiedliche Personen dem Landtag während der XIV. Gesetzgebungsperiode an.
| Name                 | Fraktion | Anmerkung                                                                         |
| -------------------- | -------- | --------------------------------------------------------------------------------- |
| Behm Stefan          | ÖVP      |                                                                                   |
| Dax Wolfgang         | ÖVP      |                                                                                   |
| Gilschwert Josef     | ÖVP      |                                                                                   |
| Grandits Ferdinand   | SPÖ      |                                                                                   |
| Grohotolsky Rudolf   | ÖVP      | Mandatsverzicht am 29. Oktober 1982 nach Wahl in die Landesregierung              |
| Halbritter Johann    | ÖVP      |                                                                                   |
| Achs Matthias        | SPÖ      | ab 1. Oktober 1985 für Josef Mayer                                                |
| Ehrenhöfler Eduard   | ÖVP      | ab 29. Oktober 1982 für ein in die Landesregierung gewechseltes Mitglied angelobt |
| Fabics Walter        | SPÖ      | ab 1. Oktober 1985 für Ivan Wurglics                                              |
| Fuith Dieter         | SPÖ      | ab 21. Februar 1983 für Wilhelm Holper                                            |
| Gieler Aurelia       | ÖVP      | ab 11. Juni 1986 für Günter Widder                                                |
| Grath Alois          | SPÖ      | ab 19. November 1984 für Johann Sipötz                                            |
| Heincz Karl          | ÖVP      |                                                                                   |
| Holper Wilhelm       | SPÖ      | im Amt verstorben                                                                 |
| Jellasitz Gerhard    | ÖVP      |                                                                                   |
| Kaplan Karl          | ÖVP      | ab 19. März 1987 für Paul Rittsteuer                                              |
| Karall Johann        | ÖVP      | Mandatsverzicht am 29. Oktober 1982 nach Wahl in die Landesregierung              |
| Kery Theodor         | SPÖ      | Mandatsverzicht am 29. Oktober 1982 nach Wahl in die Landesregierung              |
| Kogler Ernst         | SPÖ      |                                                                                   |
| Korabits Kurt        | ÖVP      | ab 29. Oktober 1982 für ein in die Landesregierung gewechseltes Mitglied angelobt |
| Kurz Ernst           | ÖVP      | ab 29. Oktober 1982 für ein in die Landesregierung gewechseltes Mitglied angelobt |
| Landl Lorenz         | ÖVP      |                                                                                   |
| Lang Alois           | SPÖ      | ab 29. Oktober 1982 für ein in die Landesregierung gewechseltes Mitglied angelobt |
| Mader Gerald         | SPÖ      | Mandatsverzicht am 29. Oktober 1982 nach Wahl in die Landesregierung              |
| Matysek Ottilie      | SPÖ      |                                                                                   |
| Mayer Josef          | SPÖ      | bis 1. Oktober 1985                                                               |
| Mikulits Franz       | SPÖ      | ab 27. Juni 1983 für Ella Zipser                                                  |
| Moser Rudolf         | SPÖ      | wurde wegen Krankheit erst am 29. November 1982 angelobt                          |
| Müllner Johann       | SPÖ      | ab 29. Oktober 1982 für ein in die Landesregierung gewechseltes Mitglied angelobt |
| Piller Ernst         | SPÖ      | ab 29. Oktober 1982 für ein in die Landesregierung gewechseltes Mitglied angelobt |
| Pinter Matthias      | SPÖ      |                                                                                   |
| Polzer Franz         | SPÖ      |                                                                                   |
| Pomper Franz         | SPÖ      | ab 29. Oktober 1982 für ein in die Landesregierung gewechseltes Mitglied angelobt |
| Posch Josef          | SPÖ      |                                                                                   |
| Prandler Agnes       | SPÖ      | bis 15. Juni 1987                                                                 |
| Puhm Georg           | SPÖ      |                                                                                   |
| Rechnitzer Elisabeth | ÖVP      |                                                                                   |
| Resch Franz          | SPÖ      |                                                                                   |
| Rittsteuer Paul      | ÖVP      |                                                                                   |
| Sauerzopf Franz      | ÖVP      | bis 27. Jänner 1986                                                               |
| Schranz Erwin        | ÖVP      |                                                                                   |
| Sipötz Johann        | SPÖ      | bis 19. November 1984                                                             |
| Stix Karl            | SPÖ      | Mandatsverzicht am 29. Oktober 1982 nach Wahl in die Landesregierung              |
| Tauber Josef         | SPÖ      |                                                                                   |
| Thomas Wilhelm       | ÖVP      | ab 27. Jänner 1986 für Franz Sauerzopf                                            |
| Vogl Helmuth         | SPÖ      | Mandatsverzicht am 29. Oktober 1982 nach Wahl in die Landesregierung              |
| Wagner Gabriel       | ÖVP      |                                                                                   |
| Widder Günter        | ÖVP      | bis 10. Juni 1986                                                                 |
| Wieser Josef         | SPÖ      | ab 15. Juni 1987 für Agnes Prandler                                               |
| Wiesler Josef        | ÖVP      | Mandatsverzicht am 29. Oktober 1982 nach Wahl in die Landesregierung              |
| Wurglics Ivan        | SPÖ      | bis 1. Oktober 1985                                                               |
| Zipser Ella          | SPÖ      | bis 31. Mai 1983                                                                  |